# Бродель, Фернан
Ферна́н Броде́ль (фр. Fernand Braudel; 24 августа 1902 — 27 ноября 1985) — французский историк. Произвёл революцию в исторической науке своим предложением учитывать экономические и географические факторы при анализе исторического процесса. Яркий представитель французской историографической школы «Анналов», занимавшейся доскональным изучением исторических феноменов в социальных науках. Исследуя зарождение системы капитализма, стал одним из основоположников мир-системной теории.

## Биография
Родился в семье учителя математики в небольшой деревне Люмевиль-ан-Орнуа близ немецкой границы в Лотарингии. Крестьянское детство сыграло свою роль в формировании его мировоззрения. В 1909 году поступил в начальную школу в парижском предместье Мериель, где учился с будущим актёром Жаном Габеном, а затем — в лицей Вольтера[en] в Париже.
Высшее образование получал в Сорбонне на гуманитарном факультете. «Как и всех левых студентов того времени», его привлекала Великая французская революция, и в качестве темы дипломной работы он избрал революционные события в самом близком к его родной деревне городке Бар-ле-Дюк. Следующее десятилетие он провёл преподавателем истории в колледже в Алжире, с перерывом на службу в армии (1925—1926). Годы в Алжире имели большое значения для определения его творчества. В 1928 году он опубликовал свою первую статью.
В 1932 году он вернулся в Париж преподавать в лицее Кондорсе, а затем в лицее Генриха IV. В это время он познакомился со своим коллегой Люсьеном Февром. В 1935 году его и антрополога Клода Леви-Стросса пригласили преподавать в только что созданном Университете Сан-Паулу в Бразилии, и Бродель провёл там три года.
В начале Второй мировой войны, как лейтенант запаса он был мобилизован и отправился на фронт в артиллерийскую часть. Приняв участие в боях, уже после подписания перемирия летом 1940 года вместе с остатками своей воинской части попал в плен, в котором провёл почти пять лет — вначале в лагере для военнопленных офицеров в Майнце, а с 1942 года — в лагере особого режима в Любеке.
В 1947 году защитил диссертацию. С 1948 года Бродель руководил французским Центром исторических исследований. В 1949 году стал профессором Коллеж де Франс, заняв кафедру современной цивилизации, также возглавил жюри по защите исторических диссертаций. В 1956—1972 годах заведовал VI-й секцией («Экономические и социальные науки») в Практической школе высших исследований. После смерти Л. Февра в 1956 году также занимал должность редактора в журнале «Annales, Economies, Sociétés, Civilisations» (фактически — до 1970 года).
Почётный доктор университетов Брюсселя, Мадрида, Оксфорда, Женевы, Кембриджа, Лондона, Чикаго и др.
В 1949 году вышла в свет его книга «Средиземное море и средиземноморский мир в эпоху Филиппа II», вызвавшая разноречивые отклики среди коллег-историков. Этот серьёзный труд демонстрирует отношение автора к географии, социальной и экономической истории региона как к важным компонентам в историческом анализе, преуменьшая, таким образом, роль событий и персоналий. На историка оказал большое влияние Люсьен Февр, один из непосредственных основателей школы «Анналов».
Самой известной работой Броделя считается его трёхтомник «Материальная цивилизация, экономика и капитализм, XV—XVIII вв.», вышедший в свет в 1979 году, посвящённая переходу от феодализма к капитализму. Это широкомасштабное исследование доиндустриального мира, в мельчайших деталях показывающее, как функционировали экономики европейских (и не только) стран в данный исторический период. Особенно подробно в нём характеризуются развитие торговли и денежное обращение, много внимания уделяется также влиянию географической среды на социальные процессы.
Бродель — известный сторонник и пропагандист междисциплинарного подхода. Брент Шоу указывал его предтечей М. И. Ростовцева.

## Теория истории
Как пишет Ю. Н. Афанасьев, «Броделевское видение истории определялось прежде всего стремлением понять людские свершения и сделать их понятными для других». Бродель концептуализировал категорию исторического времени, которую рассматривал как внутренне неоднородную, разделяя «историческое время» на следующие уровни:
- во-первых, короткое время смены событий, главным образом политических;
- во-вторых, среднюю продолжительность или циклическое время, описывающее циклы подъёмов и спадов значимых социальных и культурных процессов: экономических, миграционных, демографических и т. д.
- в-третьих, длительную продолжительность (фр. longue durée), характеризующую крупные структуры совместного существования людей, которые поддерживают целостность больших социокультурных образований (цивилизаций).

Короткое время относится к событиям в повседневной жизни людей. Яркими примерами служат, например, газетные хроники, описывающие пожары, катастрофы, преступления, цены на зерно и т. п. Хотя такие явления и имеют значимость для историка, исследования истории к ним не сводятся. Иными словами, Бродель считал, что историю определяют в первую очередь естественные и социальные факторы, а события нарративной истории играют второстепенную роль. История не есть просто совокупность событий, для анализа используется волнообразная (конъюнктурная) методика, которая позволяет изучать время longue durée. Само понятие longue durée выделяет историю среди других гуманитарных наук, поскольку описывает единство, непрерывность, целостность истории человечества, учитывая разные направления изменений. Динамику человеческой жизни в полном объёме можно увидеть, если рассматривать её через аспекты внутри «медленной» истории.

## Работы
- 1949 — La Méditerranée et le Monde Méditerranéen a l'époque de Philippe II (3 тома, 1 изд.; 2-е изд. 1966; Средиземное море и средиземноморский мир в эпоху Филиппа II):

* La part du milieu (ч. 1. Роль среды). — ISBN 2-253-06168-9.
* Destins collectifs et mouvements d’ensemble (ч. 2. Коллективные судьбы и универсальные сдвиги). — ISBN 2-253-06169-7.
* Les événements, la politique et les hommes (ч. 3. События. Политика. Люди). — ISBN 2-253-06170-0.
русск.пер.: пер. с фр. М. А. Юсима. — М.: Языки славянской культуры. — Ч. 1, 2002. 496 с. — Ч. 2, 2003. 808 с. — Ч. 3, 2004. 640 с.
- 1969 — Ecrits sur l’Histoire, т. 1. — ISBN 2-08-081023-5.
- 1979 — Civilisation matérielle, économie et capitalisme, XVe-XVIIIe siècle (Материальная цивилизация, экономика и капитализм, XV—XVIII вв.):

* Les structures du quotidien (т. 1. Структуры повседневности: возможное и невозможное). — ISBN 2-253-06455-6.
* Les jeux de l'échange (т. 2. Игры обмена). — ISBN 2-253-06456-4.
* Le temps du monde (т. 3. Время мира). — ISBN 2-253-06457-2.
русск.пер.: пер. с фр. Л. Е. Куббеля:
 — 1-е изд. — М.: Прогресс. — Т. 1, 1986. 624 с. — Т. 2, 1988. 632 с. — Т. 3, 1992. 679 с.
 — 2-е изд., вступ. ст. и ред. Ю. Н. Афанасьева: в 3 тт. — М.: Весь мир — Т. 1, 2006. 592 с. ISBN 5-7777-0345-3 — Т. 2, 2006. 672 с. ISBN 5-7777-0358-5 — Т. 3, 2007. 752 с. ISBN 978-5-7777-0359-0.
 — 3-е изд. — М.: Издательская группа «Альма Маттер», 2022. ISBN 978-5-6047266-3-1. — Т. 1, 702 с. ISBN 978-5-6047266-4-8 (Т. 1). — Т. 2, 752 с. ISBN 978-5-6047266-5-5 (Т. 2). — Т. 3, 805 с. ISBN 978-5-6047266-6-2 (Т. 3).
- 1985 — La Dynamique du Capitalisme (Динамика капитализма). — ISBN 2-08-081192-4.

 — русск.пер.: Смоленск: Полиграмма, 1993. — 123 с. — ISBN 5-87264-010-2.
 — русск.пер.: пер. с фр. В. Колесникова: М.: Издательская группа «Альма Матер»; Издательство «Альма Матер», 2022. — 139 с. — ISBN 978-5-6047267-7-8.
 — русск.пер.: пер. с фр. В. Колесникова: 2-е изд., испр., вступ. ст. Г. А. Хакимова: М.: Издательская группа «Альма Матер»; Издательство «Альма Матер», 2023. — 139 с. — ISBN 978-5-904993-65-8.
- 1986 — L’identité de la France (3 тома).

русск.пер.: Что такое Франция? (в 2 кн.). — М.: Изд-во им. Сабашниковых. —
Кн. 1. Пространство и история. — 1994. — 406 с. — ISBN 5-8242-0016-5.
Кн. 2. Люди и вещи. Ч. 1. Численность народонаселения и её колебания на протяжении веков. — 1995. — 244 с. — ISBN 5-8242-0017-3.
Кн. 2. Люди и вещи. Ч. 2. «Крестьянская экономика» до начала XX века. — 1997. — 512 с. — ISBN 5-8242-0018-1.
- 1990 — Ecrits sur l’Histoire, т. 2. — ISBN 2-08-081304-8.
- 1993 — Grammaire des civilisations. — ISBN 2-08-081285-8.

русск.пер.: Грамматика цивилизаций. — М.: Весь мир, 2008. — 552 с. — ISBN 978-5-7777-0403-0.
- 1998 — Les mémoires de la Méditerranée.

## Признание
- Член Французской академии (1984)[7]
- Член Баварской академии наук
- Член Гейдельбергской академии наук
- Член Венгерской академии наук
- Иностранный член Сербской академии наук и искусств
- Член Американской академии искусств и наук